# انجمن ماشین‌های حسابگر

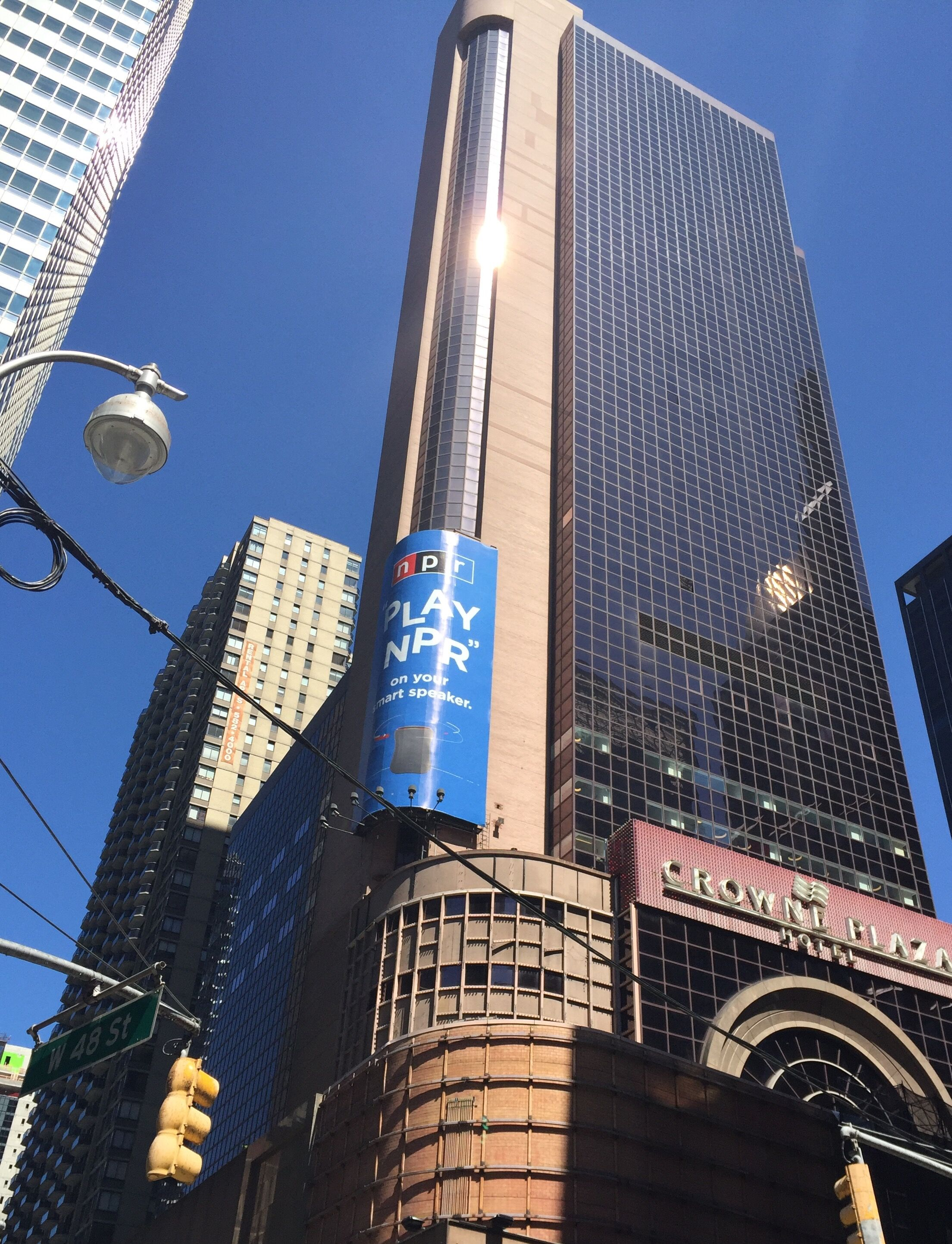
تصویر انجمن ماشین‌های محاسباتی

انجمن ماشین‌های محاسباتی (به انگلیسی: Association for Computing Machinery) که معمولاً با مخفف ای‌سی‌ام (به انگلیسی: ACM) شناخته می‌شود، قدیمی‌ترین انجمن علمی و فنی و آموزشی در رشته کامپیوتر در جهان است. این انجمن در سال ۱۹۴۷ تأسیس شده‌است. انجمن نشریات معتبر علمی و فنی معتبری در زمینه‌های مختلف علوم کامپیوتر منتشر می‌کند. این انجمن در سال ۲۰۰۹، ۹۲ هزار عضو داشته‌است. جایزه
معتبر تورینگ نیز هرساله از سوی این انجمن اعطا می‌شود.
این انجمن رشد حرفه‌ای تعداد اعضایش را با فراهم کردن فرصت‌ها برای یادگیری مادام العمر، توسعه حرفه‌ای و شبکه ارتباطی حرفه‌ای پشتیبانی می‌کند.
این انجمن یک انجمن آموزشی بین‌المللی برای محاسبات نشات گرفته از آمریکا است. در سال ۱۹۴۷ تأسیس شده و بزرگترین، بااعتبارترین انجمن از نظر علمی است.
تعداد اعضای آن بیشتر از ۱۰۰،۰۰۰ تا سال ۲۰۱۱ بوده‌است. مقر این انجمن در نیویورک است.
برخلاف IEEE این انجمن فقط به محاسبات اختصاص دارد.
فعالیت‌ها:
ACM به بیش از ۱۷۰ شعبه محلی و ۳۵ گروه منابع خاص(SIG) سازماندهی شده‌است.